# 1993年スフミ連続航空機攻撃事件
1993年スフミ連続航空機攻撃事件（1993ねんスフミれんぞくこうくうきこうげきじけん）は、1993年9月20日から9月23日にかけて発生した航空機攻撃事件である。

## 概要
1993年9月20日から9月23日にかけてのスフミ虐殺では、アブハジアのスフミにいた分離主義者たちがアブハジア戦争の一環としてグルジア軍の陸上の補給路を封鎖した。これに対し、グルジア政府はスフミ・バブシャラ空港をグルジアのスフミ駐留軍への物資輸送に使用した。アブハジア軍はさらに補給路を遮断するため、空港への攻撃を開始した。
空港が包囲されている間、トランスエア・ジョージアとオルビ・ジョージアン航空の民間旅客機がスフミの分離主義者が発射したとみられるミサイルの攻撃を受け、計136人が死亡した。

## 9月20日
オルビ・ジョージアン航空のツボレフ Tu-134A2機がアブハズの小火器やミサイルによって攻撃されたが、死傷者は出なかった。

## 9月21日
トランスエア・ジョージアのツポレフ Tu-134A（1975年製造・機体記号:65893・製造番号:5340120）がソチ国際空港からスフミ・バブシャラ空港に向けて飛行していた。同機には乗員5人・乗客22人が搭乗しており、乗客の大半はジャーナリストであった。16時25分、同機はスフミ・バブシャラ空港への進入中に高度980フィート（300m）の地点で9K32の地対空ミサイルの直撃を受けた。ミサイルはアブハズのトリイ・アチュバが指揮する船から発射されたものだった。同機は黒海に墜落し、乗員乗客27人全員が死亡した。他の情報源によると、同機に乗務していた乗員の数は6人となっている。

## 9月22日
トビリシ国際空港から民間人とグルジア国内の治安部隊を乗せてスフミ・バブシャラ空港へ向かっていたオルビ・ジョージアン航空のツボレフ Tu-154B（1976年製造・機体記号:85163・製造番号:76A163）が、スフミ・バブシャラ空港への進入中に地対空ミサイルの攻撃を受けた。同機は滑走路に不時着したが、その後の火災で乗員乗客132人中108人が死亡しジョージアで発生した航空事故の中で最悪の事故となった。グルジアのメディアは同機には難民が搭乗していたと主張したが、これを裏付ける証拠は確認されなかった。夕方には別のTu-154が攻撃を受けたが、こちらは無事に着陸に成功している。

## 9月23日
スフミ・バブシャラ空港にいたトランスエア・ジョージアのツボレフ Tu-134A（1975年製造・機体記号:CCCP-65001・製造番号:42235）がアブハズのBM-21による攻撃を受けた。同機は炎上し、乗員1人が死亡した。同機はスフミ・バブシャラ空港からトビリシ国際空港へと向かう予定であった。
同日にはオルビ・ジョージアン航空のTu-154（機体記号:85359・製造番号79A359）も攻撃により破壊されたと報じられた。